# Kinh thoa ký
Kinh thoa ký (giản thể: 荆钗记; phồn thể: 荊釵記; bính âm: Jīng chāi jì) là vở kịch nổi tiếng thuộc thể loại Nam hí của Trung Quốc, tác giả không rõ, có thuyết cho là do người thời Nguyên là Kha Đơn Khâu sáng tác, theo học giả Vương Quốc Duy thì là do con thứ 17 của Minh Thái Tổ là Ninh Vương Chu Quyền sáng tác. Kinh thoa ký cùng với Bạch thố ký (hay còn gọi là Lưu Tri Viễn), Bái nguyệt đình, Sát cẩu ký và Tỳ bà ký được gọi là Ngũ đại truyền kì của văn học Trung Quốc.

## Nội dung chính
Toàn bộ vở kịch Kinh thoa ký gồm 48 màn, nội dung kể về chuyện giữa hai nhân vật chính: Vương Thập Bằng và Tiền Ngọc Liên. Tiền Ngọc Liên cự tuyệt lời cầu hôn của phú hộ Tôn Nhữ Quyền mà đem lòng yêu chàng thư sinh nghèo ở Ôn Châu là Vương Thập Bằng. Sau đó Vương Thập Bằng đỗ Trạng nguyên, nhưng vì cự tuyệt lời cầu hôn của Thừa tướng đương triều nên bị đày ra làm quan ở Triều Dương. Ở nhà Tôn Nhữ Quyền giả mạo thư của Vương Thập Bằng, nói rằng Thập Bằng đã từ hôn với Ngọc Liên, mẹ kế của Ngọc Liên bắt nàng cải giá nhưng nàng kiên quyết không chịu rồi nhảy xuống sông tự vẫn, may nhờ có An phủ Phúc Kiến là Tiền Tái Hoà cứu sống, lại thấy Ngọc Liên cùng họ nên nhận nàng làm con nuôi. Ngọc Liên tưởng Thập Bằng đã chết nên để tang chồng. Năm năm sau, Vương Thập Bằng làm Thái thú tại Cát An, cũng tưởng Ngọc Liên đã chết nên làm lễ tế vợ ở trong Đạo quán, cùng lúc đó Ngọc Liên cũng vừa dâng hương trong Đạo quán đi ra, hai người gặp nhau sum vầy hạnh phúc.

## Ý kiến đánh giá
Theo ý kiến của Từ Vị trong Nam từ tự lục thì Kinh thoa ký có hai bản, một bản không rõ của ai sáng tác vào khoảng thời Nguyên hoặc Tống, một bản do Lý Cảnh Vân người đầu thời Minh sáng tác. Vương Thập Bằng là nhân vật có thật trong lịch sử, danh thần thời Nam Tống, làm quan đến chức Long đồ các học sĩ. Kinh thoa ký tuy dùng tên nhân vật lịch sử, nhưng tình tiết trong kịch hoàn toàn không giống với cuộc đời Vương Thập Bằng. Lý Nhật Hoa trong tác phẩm Tử Đào hiên tạp xuyết quyển 4 chép rằng: Tiền Ngọc Liên là con gái của Vương Thập Bằng, Tôn Nhữ Quyền là bạn tốt của Vương Thập Bằng, Tôn Nhữ Quyền đã dung túng cho Vương Thập Bằng đàn hặc tội của Sử Hạo, Sử Hạo oán hận trong lòng mới viết vở kịch Kinh thoa ký.